# L'Événement le plus important depuis que l'homme a marché sur la Lune
L'Événement le plus important depuis que l'homme a marché sur la Lune is een Franse filmkomedie uit 1973 onder regie van Jacques Demy.

## Verhaal
Een Parijzenaar gaat naar de dokter, omdat hij overmoeid is. De dokter stelt vast dat de man zwanger is. Wanneer de zwangerschap wordt bevestigd door een andere arts, breekt een mediastorm uit.

## Rolverdeling
| Acteur               | Personage                 |
| -------------------- | ------------------------- |
| Catherine Deneuve    | Irène de Fontenoy         |
| Marcello Mastroianni | Marco Mazetti             |
| Micheline Presle     | Dr. Delavigne             |
| Marisa Pavan         | Maria Mazetti             |
| Claude Melki         | Lucien Soumain            |
| Mireille Mathieu     | Zichzelf                  |
| André Falcon         | Scipion Lemeu             |
| Maurice Biraud       | Lamarie                   |
| Alice Sapritch       | Ramon Martinez            |
| Raymond Gérôme       | Gérard Chaumont de Latour |
| Madeleine Barbulée   | Juffrouw Janvier          |
| Micheline Dax        | Mevrouw Corfa             |
| Benjamin Legrand     | Lucas                     |
| Jacques Legras       | Lebœuf                    |
| Tonie Marshall       | Moderator                 |